# Pierre Borel
Ska ej blandas ihop med den franske författaren Pétrus Borel.
Pierre Borel (latiniserat till Petrus Borellius, även stavat Borellus) född omkring 1620 och död 1671, var en fransk läkare, botaniker, kemist och påstådd alkemist. Bland annat ägnade han sig åt optik, forntida historia, filologi och bibliografi.

## Biografi
Borel föddes i Castres i Frankrike. År 1640 blev han medicine doktor vid Montpelliers universitet och år 1654 blev han läkare åt kung Ludvig XIV. Han gifte sig 1663 med Esther de Bonnafous. År 1674 blev han medlem i Franska Akademien. Han dog den 14 oktober 1671.

## Arbeten
- Les antiquités de Castres, 1649
- Historiarium et observationum medico-physicarum centuria, 1653, 1656;
- Bibliotheca chimica, 1654
- Trésor de recherches et d'antiquités gauloises et françaises, 1655
- Historiarium et observationum medico-physicarum centuriae IV
- De vero telescopii inventore, 1655
- Vie de Descartes, 1656
- De vero telescopii inventore, 1656
- Observationum microscopicarum centuria, 1656
- Discours nouveau prouvant la pluralité des mondes, 1657
- Hortus seu armentarium simplicium, mineralium, plantarum et animalium ad artem medicam utilum, 1666

## Pierre Borel i populärkultur
Borel nämns i två av H.P. Lovecrafts skönlitterära verk. Fallet Charles Dexter Ward inleds med ett stycke om att återuppväcka döda som tillskrivs Borellus; Lovecraft hämtade det närmast från Cotton Mather och det är oklart vilken Borellus som åsyftas. Borellus nämns också i "Prästmannen", som dock inte är en novell utan en beskrivning av en dröm hämtad från ett brev.